# A Group of Noble Dames
A Group of Noble Dames is de tweede verhalenbundel van de Engelse schrijver Thomas Hardy. Hij verscheen in 1891, nadat de verhalen al eerder waren gepubliceerd in diverse tijdschriften. Het is een raamvertelling waarin tien leden van een club om beurten een verhaal vertellen over een adellijke dame uit de zeventiende of achttiende eeuw. 
De club in kwestie is de 'Mid-Wessex Field and Antiquarian Club', waarvan de leden elkaar ontmoeten om natuur- en oudheidkundige zaken te bespreken, maar de vereniging heeft vooral een sociaal karakter. De leden zijn bij elkaar voor een tweedaagse bijeenkomst, met het plan een aantal musea en andere gebouwen in de omgeving te bezichtigen. Na de lunch begint het echter stevig te regenen en men besluit om dan maar liever binnen te blijven, waar het warm en gezellig is. De persoon in het gezelschap die wordt aangeduid als 'de plaatselijke historicus' stelt voor dat hij hun een verhaal voorleest dat hij had voorbereid ter publicatie. Dat wordt met instemming begroet en hij vertelt het verhaal getiteld 'The First Countess of Wessex'. Na afloop daarvan, als het nog altijd regent, spreken de heren af dat de een na de ander een verhaal zal vertellen dat zij kennen uit hun geheugen of ervaring, en dat het liefst moet gaan om de wederwaardigheden van een dame uit de hogere kringen in een min of meer recent verleden. Alle geschiedenissen spelen zich, zoals gebruikelijk, af in Hardy's fictieve graafschap Wessex.

## Inhoud
Deel 1: Before Dinner
- The First Countess of Wessex
- Barbara of the House of Grebe
- The Marchioness of Stonehenge
- Lady Mottisfont

Deel 2: After Dinner
- The Lady Icenway
- Squire Petrick's Lady
- Anna, Lady Baxby
- The Lady Penelope
- The Duchess of Hamptonshire
- The Honourable Laura